# Publicações Europa-América
Publicações Europa-América est une maison d'édition portugaise fondée en 1945 par Francisco Lyon de Castro et Adelino Lyon de Castro. Elle a son siège à Mem Martins (Sintra).
Le premier livre publié par cette maison est un ouvrage d'Erich Maria Remarque. Son premier grand succès éditorial est un livre de Caryl Chessman, diffusé à 120 000 exemplaires.
Les ouvrages qu'Europa-América fait paraître, qu'ils soient directement écrits en portugais ou traduits en portugais, sont commercialisés au Portugal et sur le continent européen, mais font également l'objet d'une importante diffusion en Amérique latine.

## Auteurs
Parmi les auteurs qu'elle a publiés figurent :
- Jeffrey Archer
- Robin Cook
- António Damásio
- P. D. James
- Heinz G. Konsalik
- Anne Rice
- Jean-Pierre Thiollet
- J. R. R. Tolkien